# 무흘구곡
무흘구곡(武屹九曲)은 대한민국 성주군 금수강산면과 김천시 증산면에 걸쳐 있는 35 km 길이의 계곡으로 물이 아홉번 굽어진다 하여 경상북도 성주군의 대가천 계곡에 1~4곡이, 김천시에 5~9곡이 있다.

## 개요
무흘구곡은 조선의 학자인 한강(寒岡) 정구가 약 35 km에 이르는 맑은 물과 기암괴석의 절경을 보고 읊은 시의 배경이 된다. 정구와 그 후예들이 대가천의 계곡을 오르내리며 한시를 지어 절경을 노래했던 곳으로, 9곡의 굽이마다 이름을 지어 의미를 부여하고 상징화하였다.

### 지질
영남 육괴 내에 있는 무흘구곡의 지질은 우백질 화강편마암과 반상변정 편마암으로 구성된다. 무학정은 메타텍틱편마암, 선바위는 우백질 화강편마암, 성주 사인암은 반상변정 편마암에 해당한다. 성주 사인암에서는 밝은색의 반상변정 편마암을 관입한 어두운색의 염기성 암맥이 관찰된다. 

## 구곡

### 제3곡 무학정과 배바위
무흘구곡 제3곡 무학정(舞鶴亭)은 주변 산수의 경관이 빼어난 곳에 있으며 정자 밑의 바위(지질학적으로 메타텍틱편마암에 해당)는 생김새가 배[船] 모양과 같아서 또는 옛날 대가천을 오르내리는 배들을 이곳에 매어두었다 하여 일명 배바위[船巖]라 불린다.  

### 제5곡 사인암
고려 시대의 관리가 이곳의 경치가 매우 아름다워 관인(官印)을 버리고 이곳과 영원히 인연을 맺고 살기를 원했다고 하여 사인암(捨印巖; 도장을 버림)이라 한다. 이곳에는 선캄브리아기 반상변정 편마암과 이를 관입한 암회색의 염기성 암맥이 관찰된다.

## 사진
무흘구곡
- 무학대
- 무흘구곡 우백질 화강편마암, 성주군의 지질
- 무흘구곡 제4경 선바위, 우백질 화강편마암
- 무흘구곡 선바위 지역 계곡
- 성주군 무흘구곡 사인암과 국도 제30호선
- 성주 사인암 전경
- 반상변정 편마암을 관입한 염기성암맥
- 국도 제30호선 도로변의 반상변정 편마암